# Jim Thorpe
Jacobus Franciscus „Jim” Thorpe (kiejtése [thawrp], meszkvaki nyelven: Wa-Tho-Huk) (1888. május 28. – 1953. március 28.) amerikai sportoló. A modern idők egyik legeredményesebb és legsokoldalúbb versenyzője, olimpiai aranyérmet nyert öt- és tízpróbában is. Ezenkívül profi kosárlabda-, baseball- és amerikaifutball-játékos volt.
Ereiben folyt őslakos amerikai és fehér vér is. Indián neve Wa-Tho-Huk volt, amelynek jelentése: „Fényes Ösvény”. Származása miatt pályafutása során sokszor kellett rasszizmussal szembenéznie. Az újságokban mint „rézbőrűt” vagy mint „indián atlétát” emlegették.
Több sportágban szerepelt összamerikai indián csapatokban és profiként játszott a kizárólag őslakosokból alakult utazó kosárlabdacsapatban.
Az Associated Press a XX. század első felének legnagyobb sportolójának választotta 1950-ben. 1999-ben harmadik lett ugyanazon szervezet XX. század sportolóit rangsoroló listáján.
A sportolói karrierjét követően nyomorúságos körülmények közt élt, alkalmi munkákból tartotta fenn magát, és alkoholizmussal küzdött. Utolsó éveit gyenge egészségi állapotban küzdötte végig.
Az amatőrszabály megsértése miatt elvesztette olimpiai érmeit, mivel két évig játszott egy másodosztályú baseballcsapatban. 1982-ben, harminc évvel halála után, posztumusz kapta vissza olimpiai érmeit.
Több "első" címet birtokol, ő volt az első indián származású, aki megkapta az All-American címet, illetve ő volt az első indián származású aranyérmes.

## Családja és gyermekkora
Thorpe születéséről, teljes nevéről és származásáról különféle információk terjedtek el. Biztosan tudjuk, hogy indián rezervátumban született, a születési anyakönyvi kivonatát azonban nem találták meg az életét kutatók. A legáltalánosabban elfogadott nézet szerint 1888. május 28-án született az Oklahoma államban található Prague városka mellett, amit cseh telepesek fővárosukról nevezték el. A Jacobus Franciscus Thorpe nevet kapta a keresztségben.
Szülei kevert etnikumúak voltak. Édesapja, Hiram Thorpe félig ír, félig szók-meszkvaki (Sauk-Meskwaki) indián, édesanyja, Charlotte Vieux félig francia, félig ugyancsak indián ősökkel rendelkezett.
A sac és fox nemzet (Sac and Fox Nation) fiaként nevelkedett, indián neve Wa-Tho-Huk volt, amely teljes fordításban annyit tesz, hogy „ösvény, amelyet egy nagy fény világít meg ”, röviden csak: „fényes ösvény”. Édesanyja katolikus volt és fiát is keresztényi szellemben nevelte, ami egész életére hatással volt.
Ikertestvérével, Charlie-val együtt az Oklahoma állambeli Stroudban található Sac és Fox Nemzeti Ügynökség által fenntartott iskolában kezdte meg tanulmányait.
9 éves korukban Charlie tüdőgyulladásban elhunyt, amit Jim nehezen viselt, többször ki is maradt az iskolából emiatt. Édesapja, hogy megfegyelmezze egy bentlakásos intézetbe (Haskell Institute) küldte a kansasi Lawrencbe.
Két évvel később édesanyja belehalt kistestvére születésekor fellépő komplikációkba. Emiatt Jim krónikus depresszióba esett. Számos veszekedés után elszökött édesapjától, és egy lófarmon kezdett dolgozni.
1904-ben visszatért apjához és beiratkozott egy indiánok számára alapított műszaki iskolába (Carlisle Indian Industrial School) a pennsylvaniai Carlisle-ban. Itt Glenn Scobey „Pop” Warner volt az edzője, aki az amerikaifutball hőskorának egyik legbefolyásosabb szakembere volt.
Még ugyanebben az évben édesapja elhunyt egy vadászbaleset során szerzett elüszkösödött seb miatt. Thorpe abbahagyta tanulmányait és újra egy farmon kezdett el dolgozni. Pár év múltán visszatért a carlisle-i iskolájába, ahol elkezdődött sportolói karrierje.

## Amatőr karrier

### Egyetem

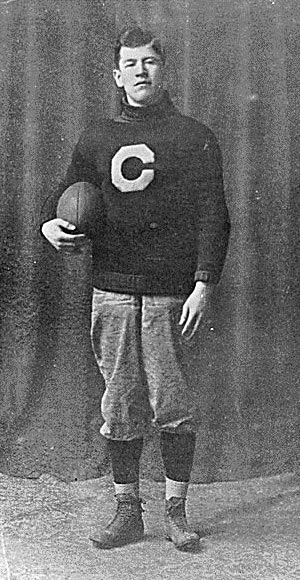
Jim Thorpe a carlisle-i indián műszaki iskola egyenruhájában, 1909 körül.

1907-ben egy emlékezetes esettel vette kezdetét a sportkarrierje: ellátogatott az atlétikai pályára, és egy rögtönzött technikával véghezvitt 180 centiméteres ugrással megverte az iskola magasugróit, anélkül, hogy a melegítőjét levette volna.
A legkorábbi feljegyzett eredményei szintén 1907-ből származnak. De nem csak atlétikában, hanem amerikaifutballban, baseballban, lacrosseban és társastáncban is megcsillogtatta tudását.
„Pop” Warnernek komoly dilemmát okozott, hogy az ígéretes atlétájának engedélyezze-e a komoly fizikai igénybevétellel és jelentős sérülésveszéllyel járó labdajátékokat. Jimnek mégis sikerült rávennie edzőjét, hadd próbálja ki magát az iskola védelme ellen. Warner nem sok esélyt adott számára, bízott a csapatban, hogy könnyedén semlegesítik. Végül Thorpe keresztüljutott rajtuk: „nem egyszer, hanem rögtön kétszer”. Az eset után odament az edzőjéhez és ezekkel a szavakkal hozzávágta a labdát: „senki sem fogja szerelni Jimet”.
Országos hírnévre 1911-ben tett szert. A Harvard Egyetem csapata ellen játszottak egy amerikaifutball-mérkőzést. Thorpe szerezte csapata mind a 18 pontját – négy mezőnygól és egy touchdown után – úgy, hogy közben négy poszton (running back, defensive back, placekicker és punter) is teljesített. A 15 pontig jutó massachusettsi csapatot így szinte egyedül verte meg. Az idényt 11-1-es mérleggel zárták.
A következő évben az országos egyetemi bajnokságig vezette csapatát, 25 touchdownnal és 198 ponttal vette ki részét a sikerből. Az idény legemlékezetesebb győzelme az Army elleni 27-6-os siker volt. Ezen a mérkőzésen Thorpe előbb elért egy 92 yardos touchdownt, amit azonban egy csapattársa szabálytalansága miatt érvénytelenítettek. A következő támadásban már 97 yard távolságból ért el touchdownt.
A mérkőzésen a későbbi amerikai elnök Dwight D. Eisenhower térdsérülést szenvedett, miközben szerelni próbálta Jimet. 1961-ben egy beszédében így emlékezett meg Thorpe-ról: „Mindig és mindenhol voltak jó képességű emberek. Visszaemlékezvén Jim Thorpe-ra: ő sohasem gyakorolt, de mégis jobb volt bármelyik futballjátékosnál, akit életemben valaha láttam.”
Thorpe-ot 1911-ben és 1912-ben is beválasztották az összamerikai válogatottba.
Mindig is a futball maradt Jim kedvenc sportága, de a mégis – a szinte csak hobbi szinten űzött – atlétikában szerezte a legnagyobb dicsőséget.

### Olimpia

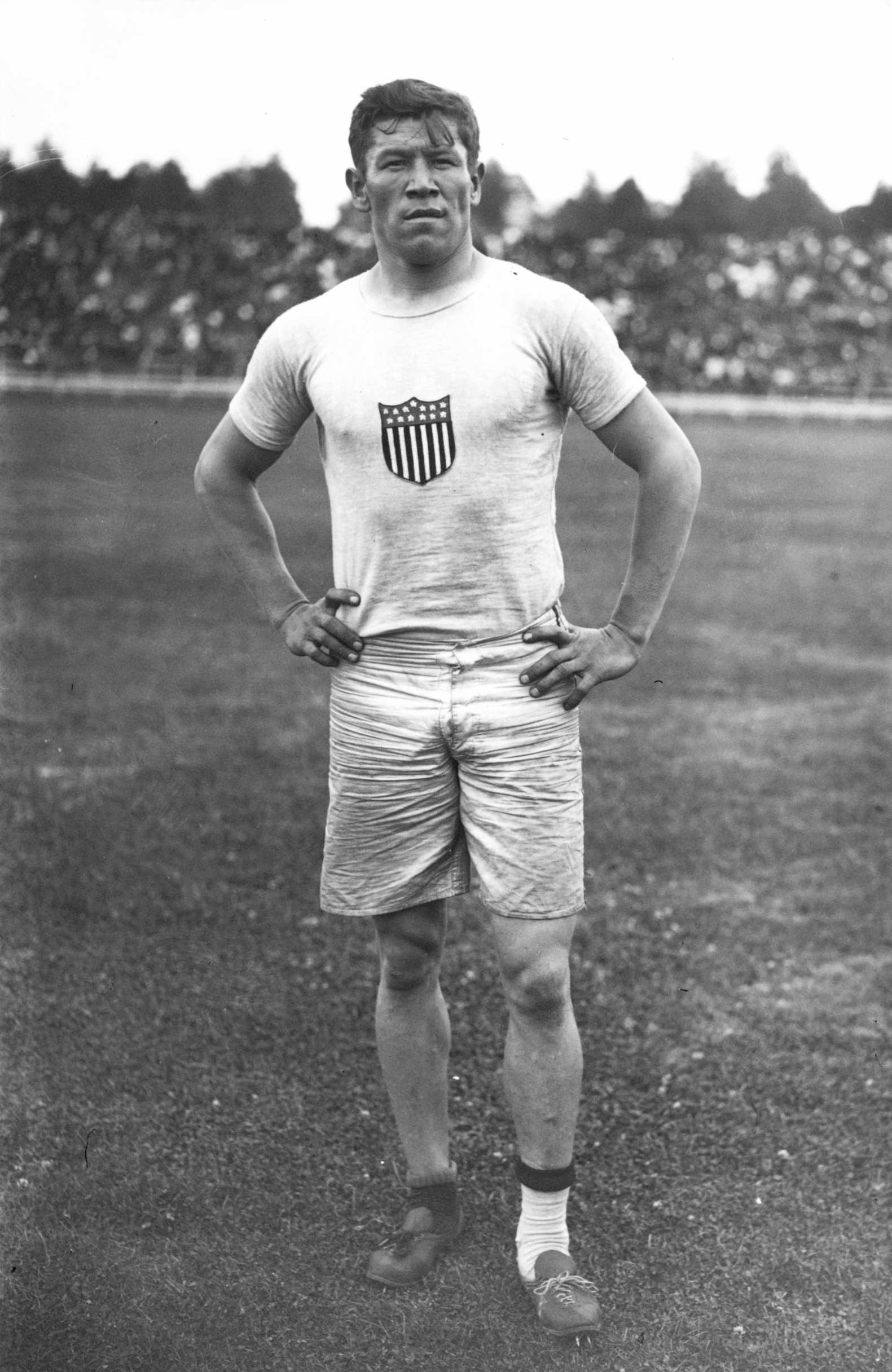
Thorpe az 1912-es nyári olimpián.

Az 1912. évi nyári olimpiai játékokat Svédország fővárosában, Stockholmban rendezték. Két új – több versenyszámból álló – sportág mutatkozott be: az öt- és a tízpróba.
Ötpróba néven az 1906-os időközi olimpián már szerepelt egy esemény, de az az ókori görög versenyszámon alapult. Az 1912-es kiírás távolugrást, gerelyhajítást, diszkoszvetést, valamint 200 és 1500 méteres síkfutást tartalmazott.
A tízpróba teljesen új szám volt az olimpiák történetében. Igaz, az 1880-as évektől rendeztek már hasonló versenyeket Amerikában, és egy változata már bemutató sportág volt az 1904. évi nyári olimpiai játékokon is.
A kis különbség az olimpiai és amerikai tízpróba változat között nem zavarta Thorpe-ot, aki sokszor egyedül alkotta iskolája atlétikai csapatát különböző versenyeken.
Egyéni rekordjai a következők voltak: 100 yardot 10,0 mp, 220 yardot 21,8 mp , 440 yardot 51,8 mp, 880 yardot 1 perc 57 mp, 1 mérföldet 4 perc 35 mp alatt futotta. A 120 yardos gátfutásban 15, a 220 yardosban 24 másodperc körül volt a rekordja.
Leghosszabb ugrása 23 láb és 6 inch, a legmagasabb pedig 6 láb 5 inch volt; rúdugrásban 11 lábra volt képes. Súlylökésben 47 láb 9 inches, gerelyhajításban 163 lábas, diszkoszvetésben 136 lábas eredménye volt.
Thorpe elutazott mind a két sportág olimpiai válogatójára. Az ötpróbában könnyedén nyerte meg, 3 számban elsőként végzett, így bekerült az utazó csapatba. A tízpróbában a túl kevés jelentkező miatt nem tartották meg válogatót, így ott automatikusan indulhatott. Csapattársa volt a későbbi NOB elnök Avery Brundage is.
Az olimpiai időbeosztása igencsak sűrű volt, az öt- és a tízpróbán kívül elindult magas- és távolugrásban is.
Az ötpróba verseny volt az első szám időrendben. Fölényes győzelmet aratott: 4 versenyszámot megnyert. Gerelyhajításban végzett csak a 3. helyen, de meg kell említeni, hogy 1912 előtt még soha nem versenyzett ebben a számban.
Még a győzelme napján kvalifikálta magát a magasugrás döntőjébe, ahol végül a negyedik helyen végzett. A később megrendezett távolugrásban a hetedik helyet szerezte meg.
Utolsóként a tízpróba küzdelmeiben vett részt. Előzetesen a helyiek kedvencével, Hugo Wieslanderrel kemény küzdelemre számítottak, de Thorpe közel 700 ponttal utasította maga mögé a svédet. Mind a tíz számban az első négy hely valamelyikét szerezte meg.
Az akkori szokás szerint az éremátadásra a záróünnepségen került sor. A két aranyérme mellé kapott még két különdíjat is.  A tízpróbáért kapott medált V. Gusztáv svéd király, az ötpróbáért járót pedig II. Miklós orosz cár akasztotta a nyakába.
Az elterjedt monda  szerint a svéd király ezekkel a szavakkal nyújtotta át számára aranyérmét: „Uram, ön a világ legnagyobb sportolója!”, amire Jim csak ennyit felelt: „Kösz király!”
Sikerei nagy visszhangot váltottak ki otthon, még a legnagyobbaknak kijáró papírcetli-záporban is része volt a Broadwayen. Később így emlékezett erre a megtiszteltetésre:„Hallottam az embereket, ahogy a nevemet kiabálják, és el sem tudtam hinni hogy egy srácnak ennyi barátja lehet.”
Versenyen kívül két bemutató baseballmérkőzésen is fellépett Stockholmban, amelyen az amerikai atlétákból verbuvált csapatok játszottak. Nem ez volt az első baseballos kalandja, ahogy ez az egész világ számára kiderült kis idő múlva.

## Professzionális karrier
Az első olimpiákon komolyan szabályozták, hogy csak amatőrök indulhassanak a versenyeken. Aki pénzdíjat nyert valamilyen versenyen, testnevelő tanár volt, vagy csak versenyzett már profik ellen, már nem számított amatőrnek.
1913 januárjában amerikai újságokban megjelent a hír: Thorpe korábban profi baseballjátékos volt.
Nem ismerjük biztosan, melyik újság jelentette meg elsőként a hírt, a legkorábbi fennmaradt írás a Providence Times-ban található, de sokan a Worcester Telegram-ot tartják az elsődleges forrásnak.
Thorpe valóban fizetett baseballjátékos volt: a Eastern Carolina League nevű másodosztályú bajnokságban a Rocky Mount csapatában szerepelt 1909-10 közt. Fizetése sovány volt, mindössze két dollárt keresett mérkőzésenként a 35 dolláros heti alapfizetése mellett.
Nem volt egyedi eset, hogy egyetemi játékosok a nyári szünetben pénzt kerestek a sporttal, de vele ellentétben a többiek álnevet használtak.
A közvéleményt nem igazán foglalkozott Thorpe múltjával, de az amerikai Amatőr Atlétikai Unió (AAU) titkára James E. Sullivan nagyon komolyan vette az ügyet és lépéseket sürgetett.
Jim levélben az alábbi szavakkal ismerte be a kihágást:
… Remélem részben magyarázatot ad a tettemre, hogy csak egy indián iskolás voltam, aki semmit nem tudott arról, hogy mennek az efféle dolgok. Nem tudtam, hogy amit teszek az rossz, hiszen a többi társamtól is ezt láttam, azzal a különbséggel, hogy ők nem a saját nevük alatt versenyeztek…
A beismerő levél sem segített. Az AAU visszamenőleg megvonta Thorpe-tól az amatőr státuszt és az NOB-t is kérte a hasonló lépés megtételére. Még ugyanebben az évben a NOB egyhangú határozata szerint megfosztották olimpiai eredményeitől, érmeitől, és hivatásosnak nyilvánították.
Hiába volt vétkes a szabály megsértésében, a kizárása szabálytalan volt. Az 1912. évi nyári olimpiai játékok szabálykönyve szerint mindenfajta óvás beadási határideje a záróünnepség utáni 30. napon lejár. Az első újsághírek ez után 6 hónappal jelentek meg. Ennek ellenére az AAU és az NOB hivatalnokai nyilvánvalóan nem tudtak erről a szabályról, vagy csak nem akartak tudomást venni róla. Egyes nem kellően alátámasztott információk szerint az AAU-nál már jóval az olimpia előtt foglalkoztak Thorpe amatőr státuszának kérdésével, de a nyilvánosság 1913-as bevonásáig nem voltak hivatalos lépések.
Öröm volt az ürömben, hogy miután az ügy kipattant, a profi ligás csapatok már megkereshették szerződésajánlataikkal Thorpe-ot.

### Baseball

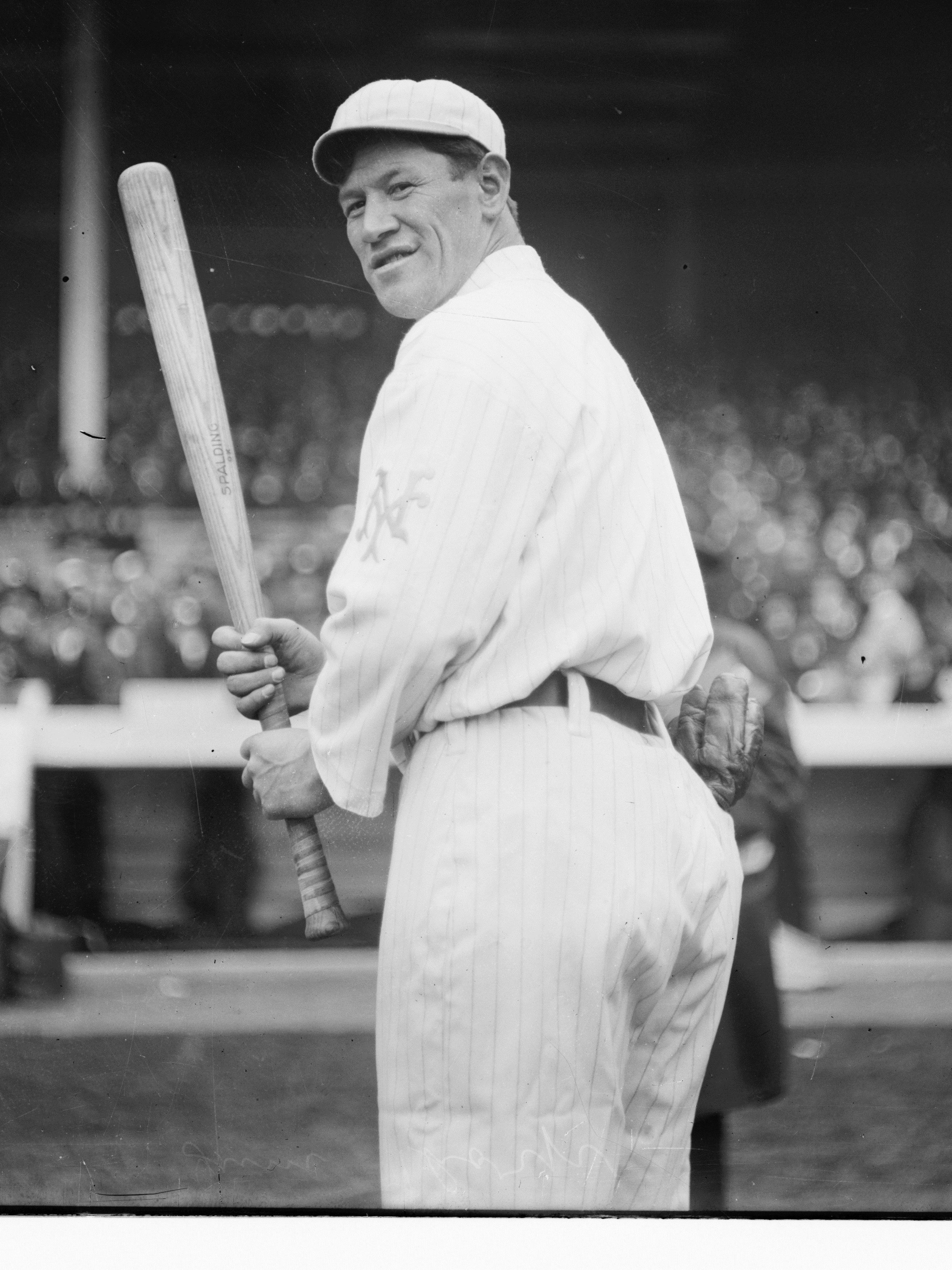
Jim Thorpe a Giants játékosaként.

Szabadügynökként ő választhatta meg, melyik együttesnél szeretne játszani.
Visszautasította a Saint Louis Browns által felkínált kezdőpozíciót, hogy a csere lehessen az akkor még New Yorkban székelő Giantsnál.
1913 októberében csapata és a Chicago White Sox egy világkörüli bemutató turnéra indult. Jim vitathatatlanul az eseménye sztárja volt, akárhova mentek, mindenki őt akarta látni, így jelentősen megnövelte a jegybevételeket.
A túrát – többek közt – megtisztelte figyelmével a pápa, Egyiptom utolsó alkirálya és V. György brit király is.
Római tartózkodásuk során Thorpe-ot és egy csapattársát lefilmezték, miközben a Colosseumban birkóztak. Sajnos a film mára már elveszett.

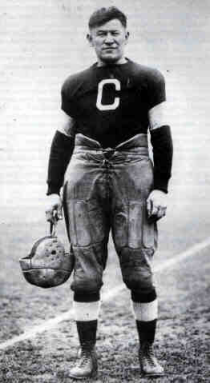
Futballfelszerelésben. Élete során 52 NFL mérkőzésen lépett pályára.

New York Giantsnél eltöltött következő három év alatt csak ritkán jutott játéklehetőséghez. Az 1916-os szezont teljesen kihagyta, ezután 1917-ben eladták a Cincinnati Redsnek.
Ebben az évben a híres, „dupla no-hitter” meccsen, amikor a rendes játékidőben egyik csapat sem tudta egyszer sem elütni a labdát, a hosszabbításban Thorpe ütötte az egyik döntő találatot. Még ebben a szezonban visszakerült a Giantshez. 1916-ban megnyerte a World Seriest a Cincinnati Redsszel, első indiánként a sportág történetében. 1918-ban újra csak epizódszerephez jutott, ami miatt 1919. május 21-én Pat Raganért cserébe a Boston Braves csapatához került. Pályafutása során 91 futott pontot, 82 beütött pontot (RBI) és .252-es ütőátlagot ért el 289 meccsen. 1922-ig másodosztályú csapatoknál űzte még ezt a sportágat is.

### Amerikaifutball
A futballt sem hagyta abba, 1915-ben már szerződése volt a Canton Bulldogsszal. Meccsenként 250 dollárt kapott, ami óriási fizetségnek számított akkoriban.
Thorpe érkezése előtt a csapat meccseire átlagban mindössze 1 200 ember látogatott ki. A bemutatkozó összecsapásán a Massillon ellen 8 000-en voltak. A csapat megnyerte a bajnokságot 1916-ban, 1917-ben, és 1919-ben is. Állítólag az 1919-es idény utolsó mérkőzésén egy hátszéllel megtámogatott puntnál a saját 5 yardos vonaláról 95 yard távolságra rúgta előre a labdát, amivel lehetetlenné tette a másik csapatnak az ellentámadást.
1920-ban a Bulldogs volt az egyik a tizennégy csapatból, amely megalapította az American Professional Football Associationt (APFA), amelyből 2 év múlva létrejött a National Football League (NFL).
Névlegesen Thorpe volt az APFA első elnöke, de egy év után már Joseph Carr követte a poszton. Nem csak játékosa volt a csapatának, hanem az edzői szerepet is felvállalta.
1921 és 1923 közt az Ohio állambeli LaRue-be való, csak indián származású játékosokkal felálló, Oorang Indians csapatában szerepelt. Habár csapata 1922-ben 3-6-os, 1923-ban pedig 1-10-es mutatóval zárt, ő jól játszott: a Green Bay Press Gazette's által összeállított első NFL All-Star csapatba is beválasztották.
Futballpályafutását 41 évesen fejezte be, 52 NFL mérkőzéssel a háta mögött, amelyeket hat különféle csapat tagjaként játszotta.

### Kosárlabda

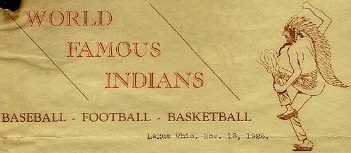
A World Famous Indians fejléce

A sporttal ezután sem szakította meg kapcsolatát. 1926-ra már a „World Famous Indians” nevű utazó csapat egyik fő látványossága volt. A csak indián származású sportolókat tömörítő társulat az Ohio állambeli LaRue-ból indulva fellépett New Yorkban, Pennsylvaniában és Ohióban is 1927-28 közt.
Egy könyvben talált belépőjegy tanúsága szerint „Jim Thorpe és az ő híres indiánjai” futball-, baseball- és kosárlabdabemutatókat is tartottak. Több újságban jelentek meg Thorpe-ról fényképek az indiánok mezében, ennek ellenére élete ezen szakaszáról kevés írásbeli adat áll rendelkezésre. 2005-ig az életrajzával foglalkozó kutatók nem is helyeztek hangsúlyt kosárlabda-karrierjére.

## Magánélete és halála
1913-ban feleségül vette Iva Millert, akivel Carlisle-ben találkozott. Négy gyermekük született: Jim Jr. (2 éves korában elhunyt), Gale, Charlotte és Grace. 1925-ig éltek együtt, mikor Iva kérésére elváltak.
1926-ban nősült meg újra, Freeda Kirkpatrickot (1906? – 2007) vette feleségül. Ő az akkori baseballcsapatánál dolgozott. Tőle is négy gyermeke született, mind fiú: Carl, William, Richard és John.
Sportolói karrierje után már nehezen tudta a családját eltartani. Nem tudott hosszabb ideig megmaradni egy munkahelyen. A nagy gazdasági világválság idején statisztaszerepeket játszott westernfilmekben, általában indiánfőnököket alakított. Az életéről szóló Jim Thorpe -- All-American című filmben volt egy cameo-megjelenése mint másodedző. Dolgozott építőmunkásként, földmunkásként, kidobóemberként, biztonsági őrként, és egy rövid ideig még a kereskedelmi flottába is beállt 1945-ben.
Utolsó éveiben már krónikus alkoholizmusban szenvedett.
Az 1950-es évekre már alig volt pénze, amikor 1950-ben szájüreg rákkal kezelték, már csak jótékonyságból tették, fizetni nem tudott érte.
A sajtókonferencián, amin bejelentették a műtétet, a felesége a könnyeivel küszködve kért segítséget: „Tönkrementünk… Jimnek semmije sincs, csak a neve és az emlékei. A barátaira költötte az összes pénzét, amit sose kapott vissza. Mindig csak kihasználták…” 
1953 elején harmadszorra is infarktust kapott, miközben a harmadik feleségével, Patricia Askew-val, vacsorázott a lakókocsi-otthonukban a kaliforniai Lomitában. Mesterséges lélegeztetést követően visszanyerte eszméletét, és még sikerült pár szót szólnia a körülötte álló emberekhez, de aztán újra elvesztette eszméletét. 1953. március 28-án hunyt el, 64 éves korában.

## Rasszizmus
Thorpe idején a rasszizmus és a faji megkülönböztetés általános volt az Egyesült Államokban.
Sokan felvetették, hogy olimpiai érmeit is a származása miatt vették el tőle. habár ezt sosem bizonyították, a közhangulat ezt a véleményt tükrözte.
1912-ben az őslakosoknak még nem voltak állampolgári jogai, kettős állampolgárságot is csak 1924-ben kaptak. A szavazati jogra egészen 1954-es polgárjogi törvényig kellett várniuk.
A Carlisleben töltött évei alatt származását széles körben használták fel marketingcélokra. Sokak számára ő személyítette meg a vad bennszülött harcosokat.
Az 1911-es Harvard elleni győzelmükkor készült fénykép hátulján a következő szöveget írta a fotográfus: „1911, Indians 18, Harvard 15.”
A carlisle-i iskola csapatainak mérkőzéseit a fehérek és az indiánok közti szakadékot szélesítő eseményeknek tekinthetjük. Az újságok ilyen főcímekkel számoltak be az eseményekről: „Skalpgyűjtök 27-6-os győzelme” vagy „Jim Thorpe portyán”, amelyek kihangsúlyozták az intézmény indiánokhoz való viszonyát.
Amikor először szerepelt a The New York Times hasábjain, a következő főcím alatt írtak róla: „Az indián Thorpe az olimpián: a rézbőrű Carlisle-ból küzd egy helyért az amerikai csapatban”
Későbbi eredményeit is hasonló rasszista körítéssel kezelték egész életében.

## Emlékezete
Amikor harmadik felesége, Patricia fülébe jutott, hogy a pennsylvani kisváros Mauch Chunk látványosságot keres, amivel reklámozhatja magát, kapva kapott az alkalmon és üzletet kötött velük. A város megvette Thorpe ingóságait, szobrot emelt neki, és még a nevét is felvette. (lásd: Jim Thorpe). A városatyákat az sem zavarta, hogy Jim soha sem tette be a lábát a településre. 1954-ben a holttestét újratemették a város temetőjében. A szobra ma is látható a városban, a talapzatán V. Gusztáv híres szavaival.
Thorpe-ot a média a legjobb sportolók egyikének kiáltotta ki. 1950-ben az Associated Press megkérdezett közel 400 sportújságírót és kommentátort, akik őt szavazták meg a XX. század első felének legnagyobb atlétájának. 1999-ben megismételték a felmérést, most már az egész századra vonatkozóan. Itt csak Babe Ruth és Michael Jordan előzte meg. Az ESPN sportcsatorna a listája hetedik helyére tette, amikor az észak-amerikai atlétákat állította sorba.
Az amerikai képviselőház 1999. május 27-én határozatban nevezte őt „Az évszázad amerikai sportolójának”.
1950-ben az AP az évszázad első felének amerikaifutball-játékosának is megválasztotta. 1963-ban bekerült a A profi futball dicsőségcsarnokába. Elterjedt hiedelem, hogy ő volt az első beválasztott, de megelőzte őt a magyar származású George Halas. A csarnok rotundájában is emeltek egy szobrot számára.
Szintén a dicsőségcsarnok-tag az egyetemi futball, az amerikai olimpikonok és az atlétika kategóriában is.
1986-ban a róla elnevezett társaság megalapította a Jim Thorpe-díjat, amelyet minden évben a legjobb egyetemi defensive back poszton játszó futballjátékos kapja.
Az 1951-ben leforgatott Jim Thorpe--All-American című film is őrzi az emlékét. A főszerepet Burt Lancaster játssza, a rendező a többek közt a Casablancát is jegyző Kertész Mihály (Michael Curtiz). Hivatalosan Jim konzulensként ott volt a film forgatásán, de pénzt ezért nem kapott, mivel még 1931-ben eladta a leendő film jogait az MGM-nek 1 500 dollárért.

## A visszakapott olimpiai érmek
Az évek folyamán számos kísérlet történt, hogy visszakaphassa az olimpiai érmeit. Az amerikai sportvezetők, köztük a NOB 1952 és 1972 közötti elnöke, Avery Brundage, aki az olimpián csapattársa volt, ezeket a kísérleteket mind ellehetetlenítették. Avery egyszer ezt mondta az üggyel kapcsolatban: „A tudatlanság nem mentség.”
Robert Wheelert és Florence Ridlont említhetjük meg, mint a legszívósabb harcosokat a kizárás eltörléséért. Elérték, hogy az AAÜ és a USOC (Egyesült Államok Olimpiai Bizottsága) megváltoztassa a korábbi döntését, és visszaállítsa Thorpe amatőr státuszát 1913-at megelőzően.
1982-ben megalapították a Jim Thorpe Alapítványt, amelyet a kongresszus is támogatott. Ezzel a „hátszéllel” és a bizonyítékokkal, hogy a szabályban meghatározott 30 napon túl diszkvalifikálták Thorpe-ot, már nem hagyhatta őket figyelmen kívül a NOB.
1982 októberében a NOB Végrehajtó Bizottsága elfogadta az óvást. Egy szokatlan döntés eredményeként Thorpe csak társ-bajnok lett Bieval és Wieslanderrel, habár ők mindig is hangot adtak annak, hogy Jimet tartják az igazi bajnoknak. 1983. január 18-án tartották meg az ünnepséget, amely keretében Thorpe két gyermeke, Gale és Bill átvehették az érmek valósághű másolatát. Az igazi medálok múzeumi kiállítási tárgyak voltak, ahonnan azonban ellopták őket, és azóta sem kerültek elő.